# Kōjirō Shiraishi
Kōjirō Shiraishi (白石 康次郎, Shiraishi Kōjirō) est un navigateur japonais né en 1967 à Tokyo. Il devient en 1994, à 26 ans, le plus jeune marin à boucler un tour du monde en solitaire et sans escale. Il termine deux fois 2e de la course autour du monde en solitaire, avec escales : en 2003 en Open 40, et en 2007 en Open 60. Il est en 2016, le premier Asiatique à prendre le départ du Vendée Globe. Puis il devient, au terme de l'édition suivante, le 11 février 2021, le premier Asiatique à terminer cette course.

## Biographie
Kōjirō Shiraishi naît le 8 mai 1967 à Tokyo, au Japon. Il grandit à Kamakura. Enfant, il rêve d'aventure, il veut découvrir le monde par la mer. Il entre donc dans un lycée préparant aux métiers de la marine marchande et de la pêche : l'école océanographique de la préfecture de Kanagawa. En fin de scolarité, il apprend qu'un chauffeur de taxi japonais, Yukoh Tada, a gagné en classe 2 (Open 50), le premier BOC Challenge (1982-1983), course en solitaire autour du monde, par étapes, réservée aux monocoques : « Cela a été un déclic pour moi », dit Shiraishi. À 18 ans, il sort de l'école diplômé en mécanique. Il se rend à Tokyo pour rencontrer Yukoh Tada. Le garçon n'a fait qu'un peu de dériveur au lycée. L'initiation à la voile est quasi inexistante au Japon. La plaisance y est peu développée, la compétition encore moins, les sponsors sont rarissimes. Partir pour vivre une aventure est une notion inconnue.
Shiraishi devient pour six ans le préparateur de Yukoh Tada. Il n'est pas payé, mais il est logé, nourri et formé à la voile sportive,. Yukoh Tada se suicide à Sydney, le 8 mars 1991. Shiraishi ramène au Japon son 50 pieds, Koden VIII. Il le remet en état, le rebaptise Spirit of Yukoh et, en 1993, il y embarque pour un tour du monde. En 1994, à 26 ans, Shiraishi devient le plus jeune marin ayant effectué le tour du monde en solitaire et sans escale. Son voyage aura duré 176 jours.
En 1998, il est à bord de l'Explorer de Bruno Peyron  qui bat le record de traversée du Pacifique nord. En 2002, sur son 40 pieds baptisé lui aussi Spirit of Yukoh, deuxième du nom, il prend le départ du tour du monde en monocoque, en solitaire, avec escales, devenu Around Alone. Il finit 2e de la classe 3 (Open 40),. En 2006, il achète à Dominique Wavre son Imoca, le premier Temenos. Il le rebaptise Spirit of Yukoh, c'est le troisième du nom. À son bord, il prend à nouveau le départ de la course autour du monde avec escales, qui s'appelle maintenant la Velux 5 Oceans. Il finit 2e de la classe 1 (Open 60), derrière Bernard Stamm,. En 2008, il est en tant que régleur à bord du catamaran Gitana 13 de Lionel Lemonchois, qui bat le record de traversée du Pacifique nord.
Sa devise est 天如水！"Vivre comme l'eau!" : Quand je vais en mer, je me sens proche de la grande force qui englobe et fait bouger la terre. Ce grand être est pour moi le cieux. Mon idéal est de ressentir la vérité des cieux, d'accomplir le destin qui m'a été donné et de m'unir le plus possible à la terre. La ligne directrice pour approcher cet idéal est d'être comme l'eau. En quelque sorte, le fait d’être comme l'eau signifie d'être calme, flexible, fort et vigoureux face aux difficultés, tolérant et bénéfique pour les autres, et c'est pour ça que je veux être comme l'eau.

### Vendée Globe 2016-2017
Invité par Philippe Jeantot à participer au premier Vendée Globe en 1989, Yukoh Tada n'avait pu s'aligner, faute de sponsor. Shiraishi compte bien réaliser le rêve de son maître. En 2016, il achète un plan Farr mis à l'eau en 2007, l'Imoca Estrella Damm, qui a déjà pris le départ de deux Vendée Globe, mené par Sébastien Josse sous le nom de BT en 2008-2009 (abandon) et par Alex Thomson sous le nom d'Hugo Boss en 2012-2013 (3e). Le bateau devient Spirit of Yukoh IV. En mai et juin 2016, Shiraishi effectue sa première course à son bord, la Transat New York-Vendée. Il termine 7e.
Le 6 novembre 2016, il est le premier marin asiatique à prendre le départ du Vendée Globe. Le 4 décembre, alors qu'il est 12e, il casse son mât au large du cap de Bonne-Espérance. Une réparation en mer se révélant impossible, il doit abandonner.

Spirit of Yukoh IV avant  le départ du Vendée Globe 2016-2017
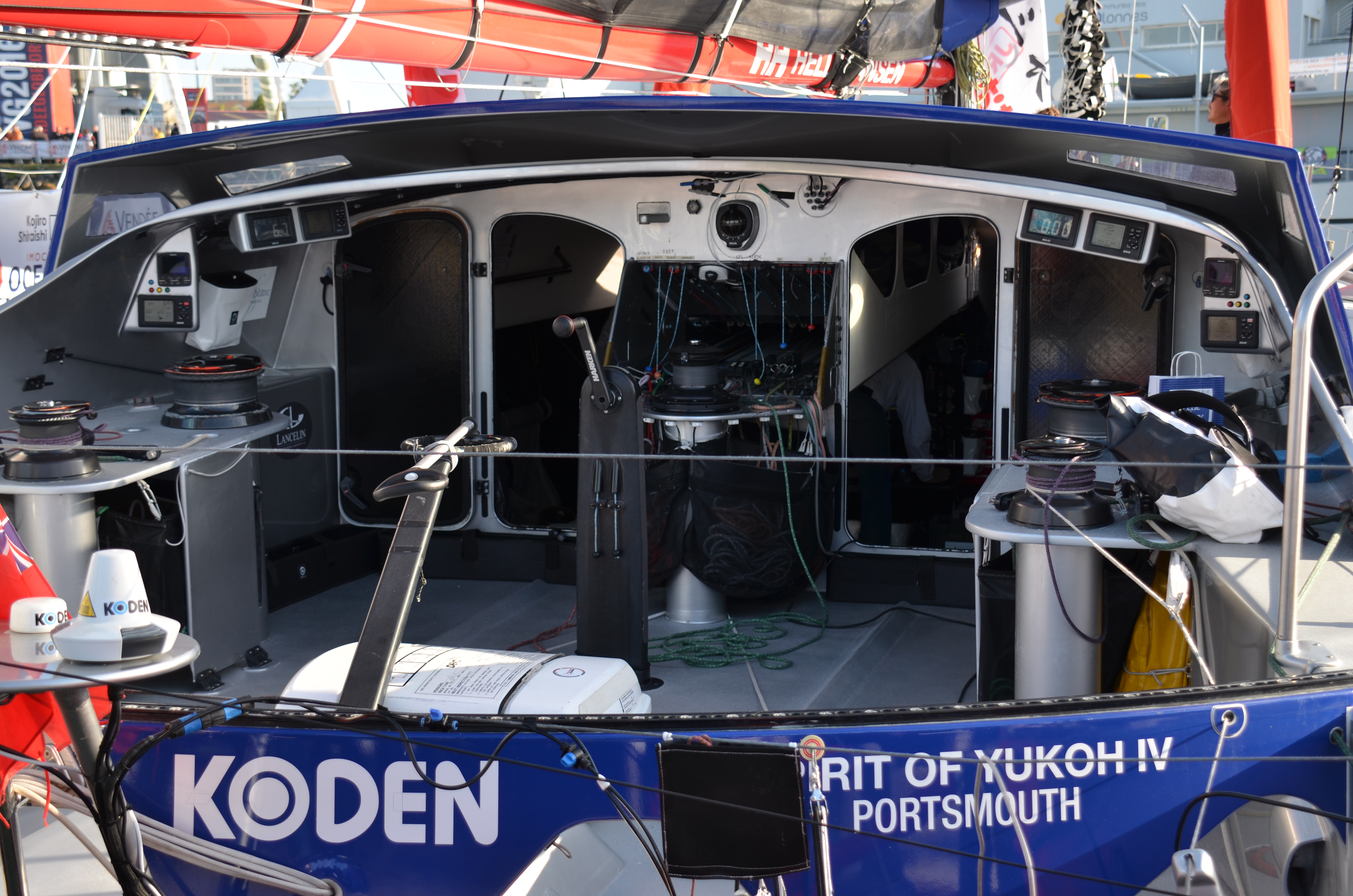
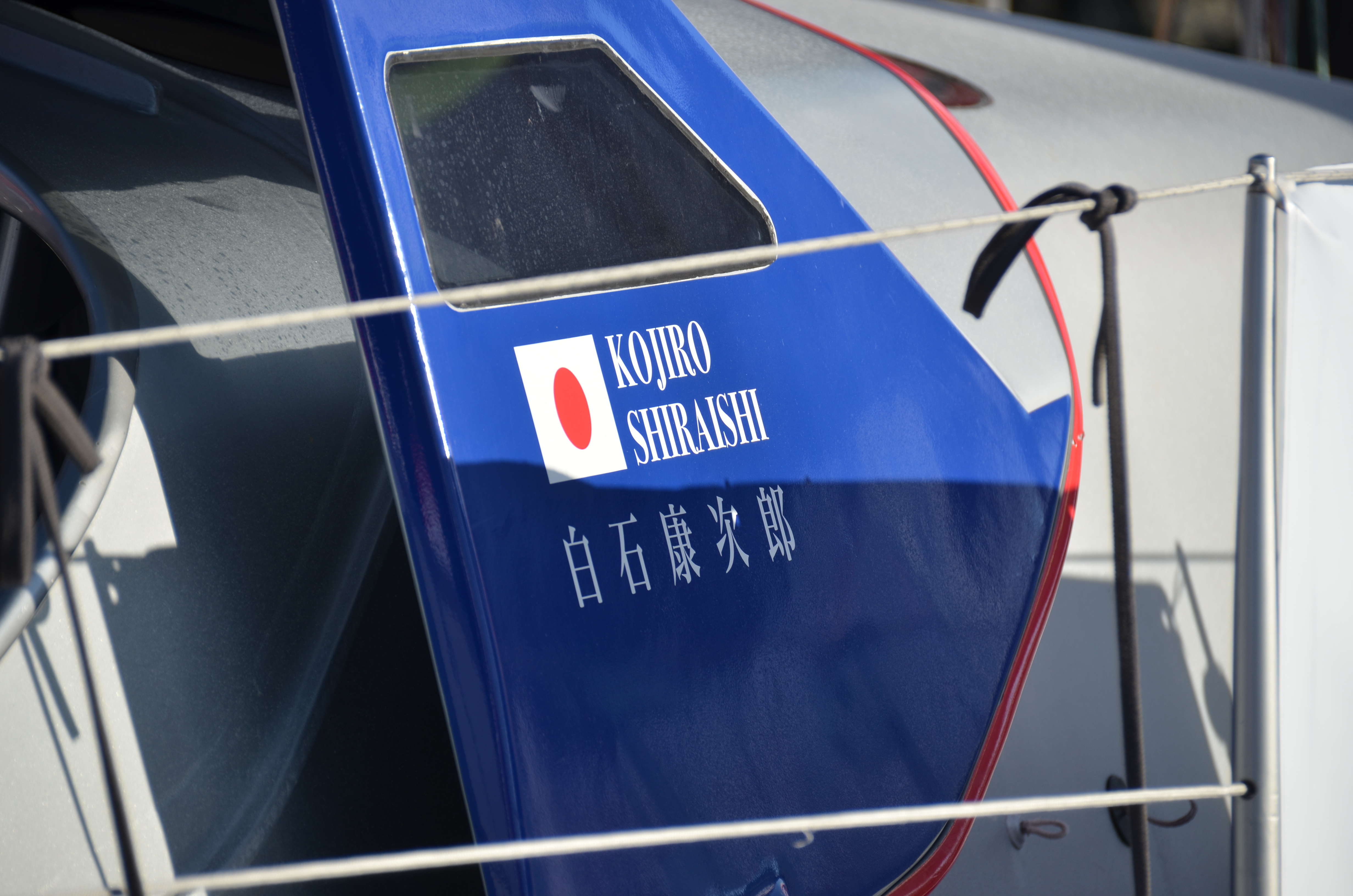
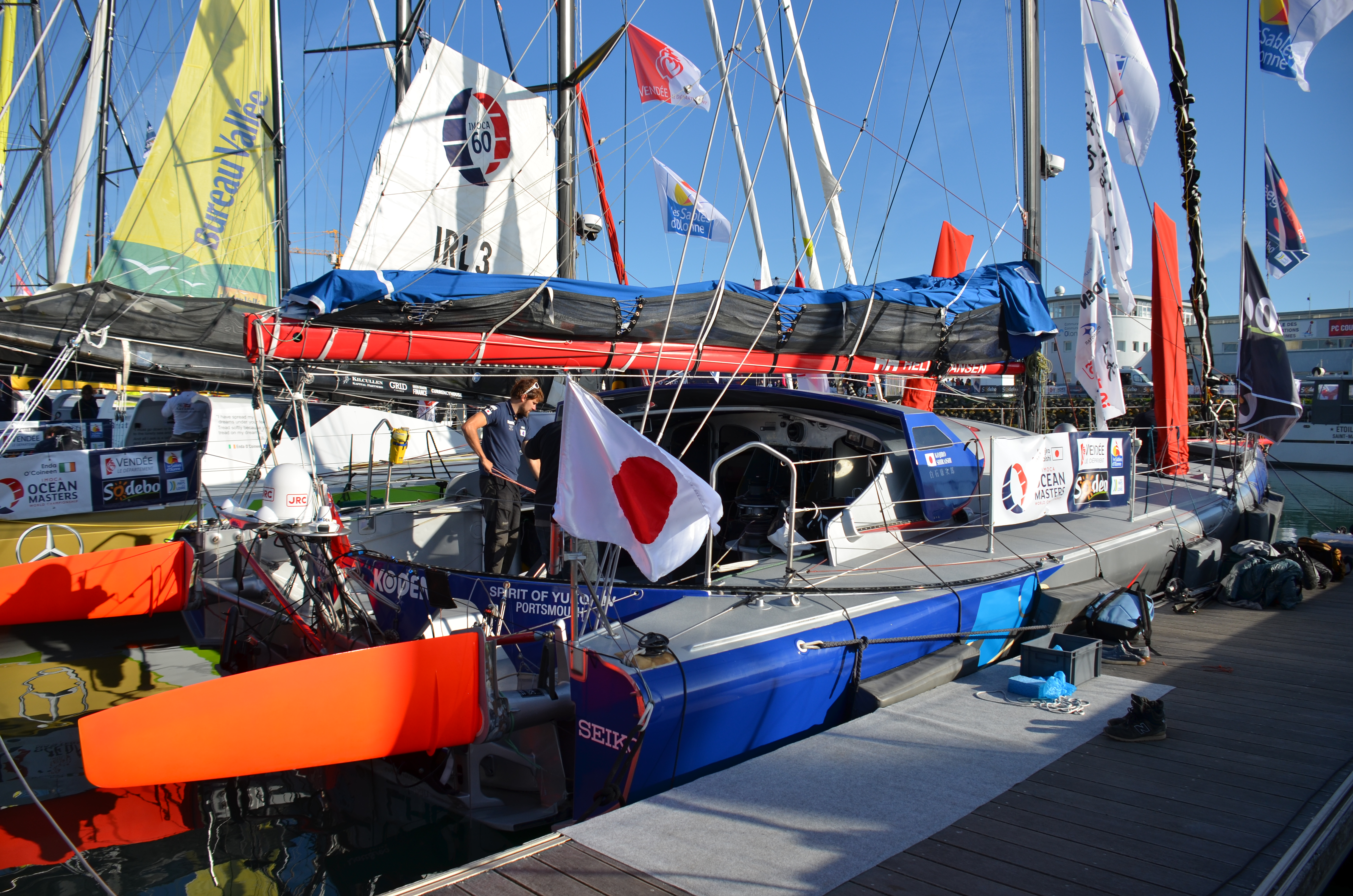

Descente du chenal, le jour du départ du Vendée Globe 2016-2017
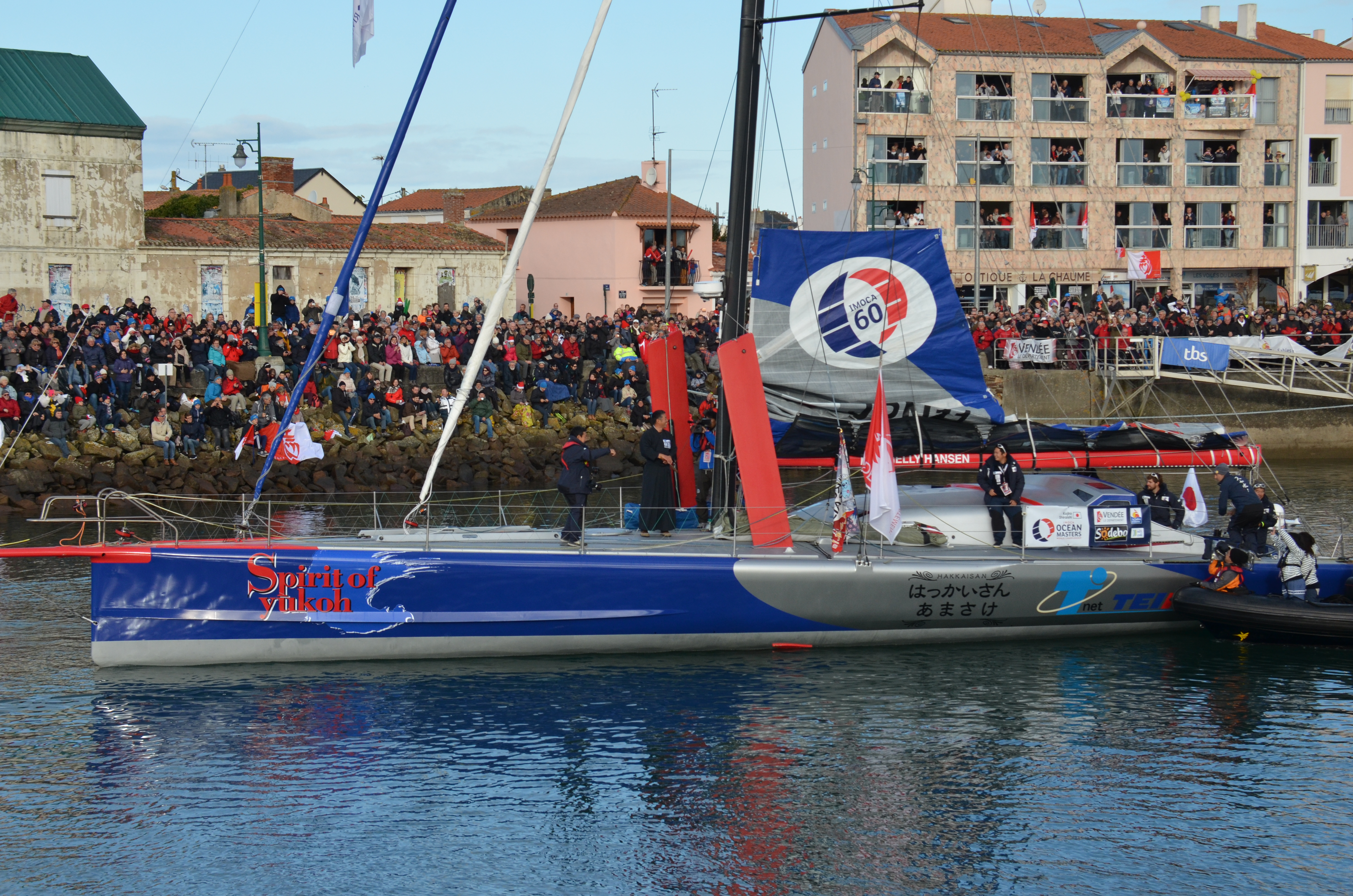
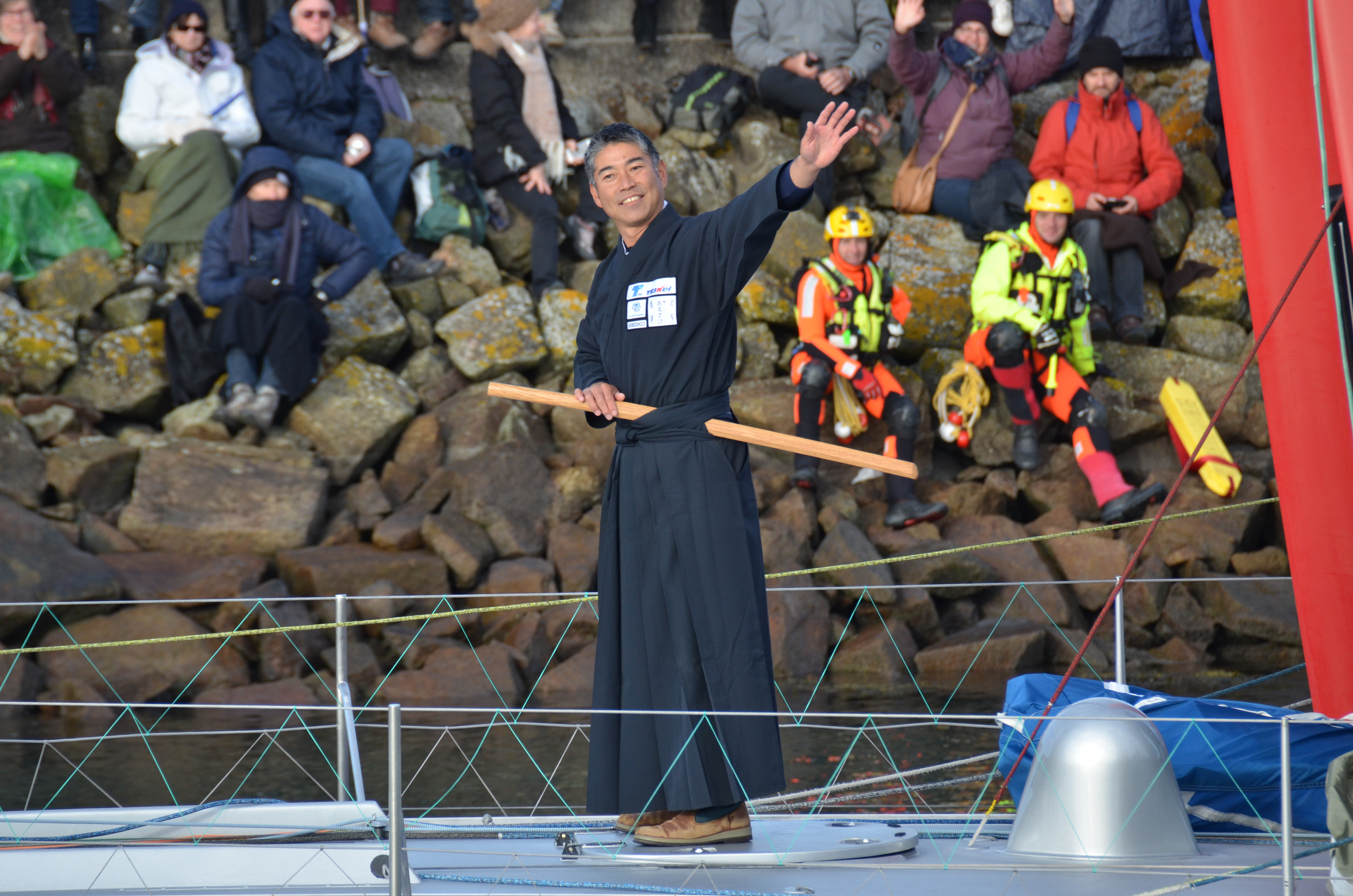
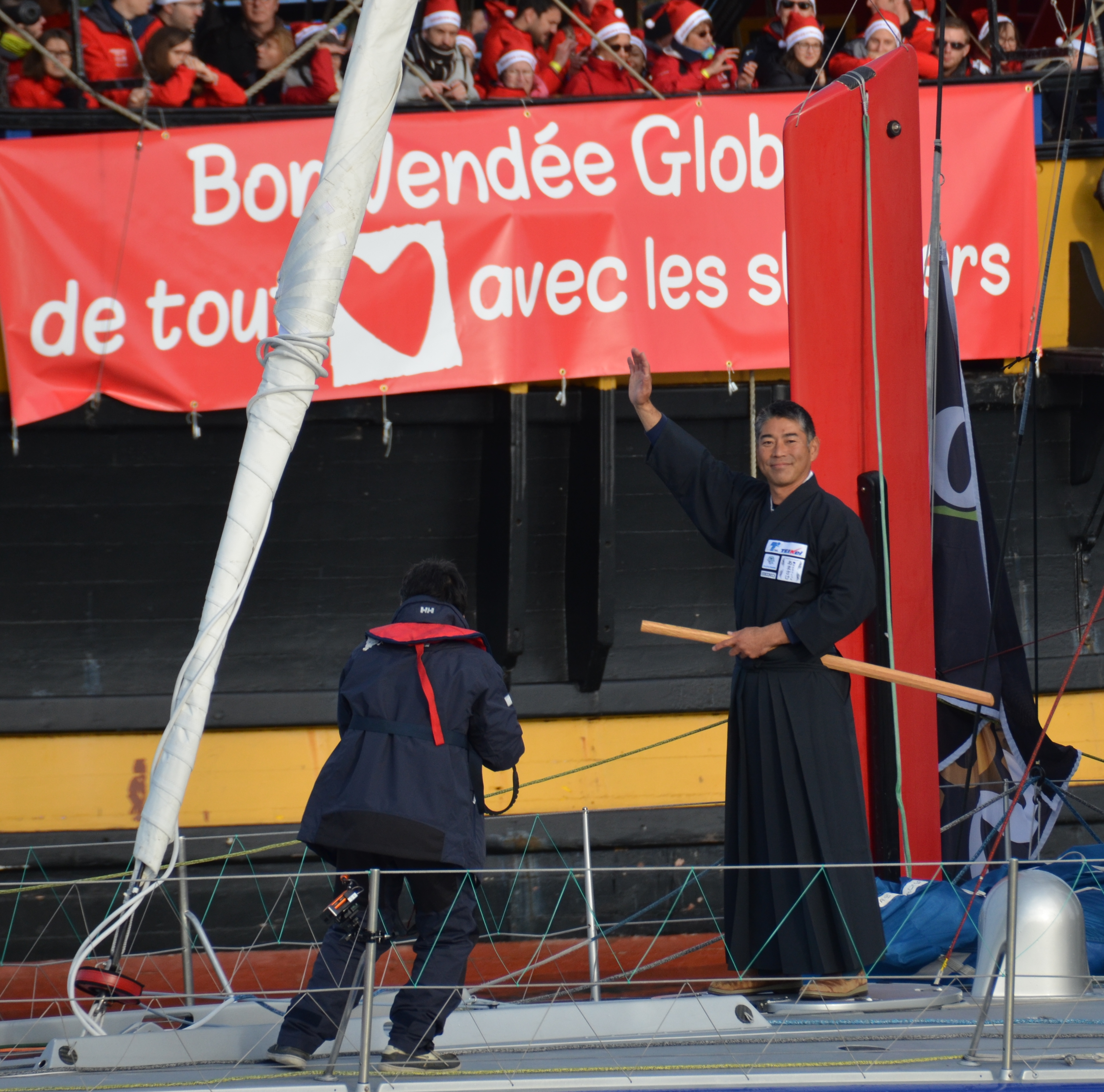

### Vendée Globe 2020-2021
« Je veux achever ce que j'ai entrepris, dit Shiraishi. C’est un grand honneur d’être devenu le premier Asiatique à participer au Vendée Globe. Maintenant, je veux devenir le premier à le terminer. C’est la seule course qui me rend plus fort, qui me donne envie de me surpasser. » Il trouve un sponsor : l'entreprise germano-nippone DMG Mori. En 2018, il constitue son équipe, le DMG Mori Sailing Team. En vue du Vendée Globe 2020, il fait construire un Imoca sur plan VPLP. Le chantier démarre en décembre 2018 chez Multiplast, à Vannes. Le bateau est un sister-ship du Charal de Jérémie Beyou. Cependant, Shiraishi va garder les foils d'origine pour le Vendée Globe, tandis que Beyou prévoit de remplacer ceux de Charal par des foils courbes.

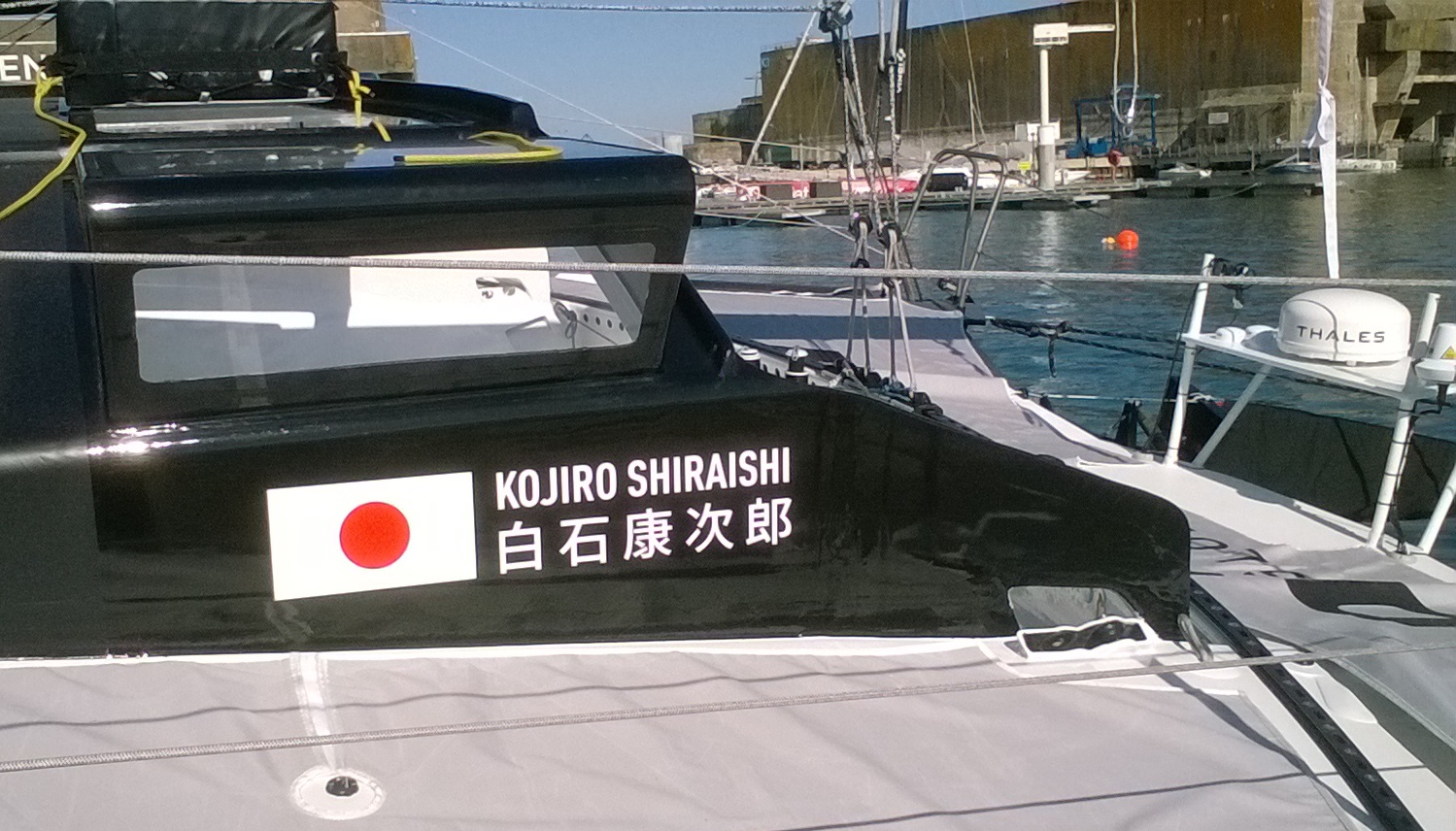
DMG Mori Global One à Lorient, en septembre 2019, peu après sa mise à l'eau.

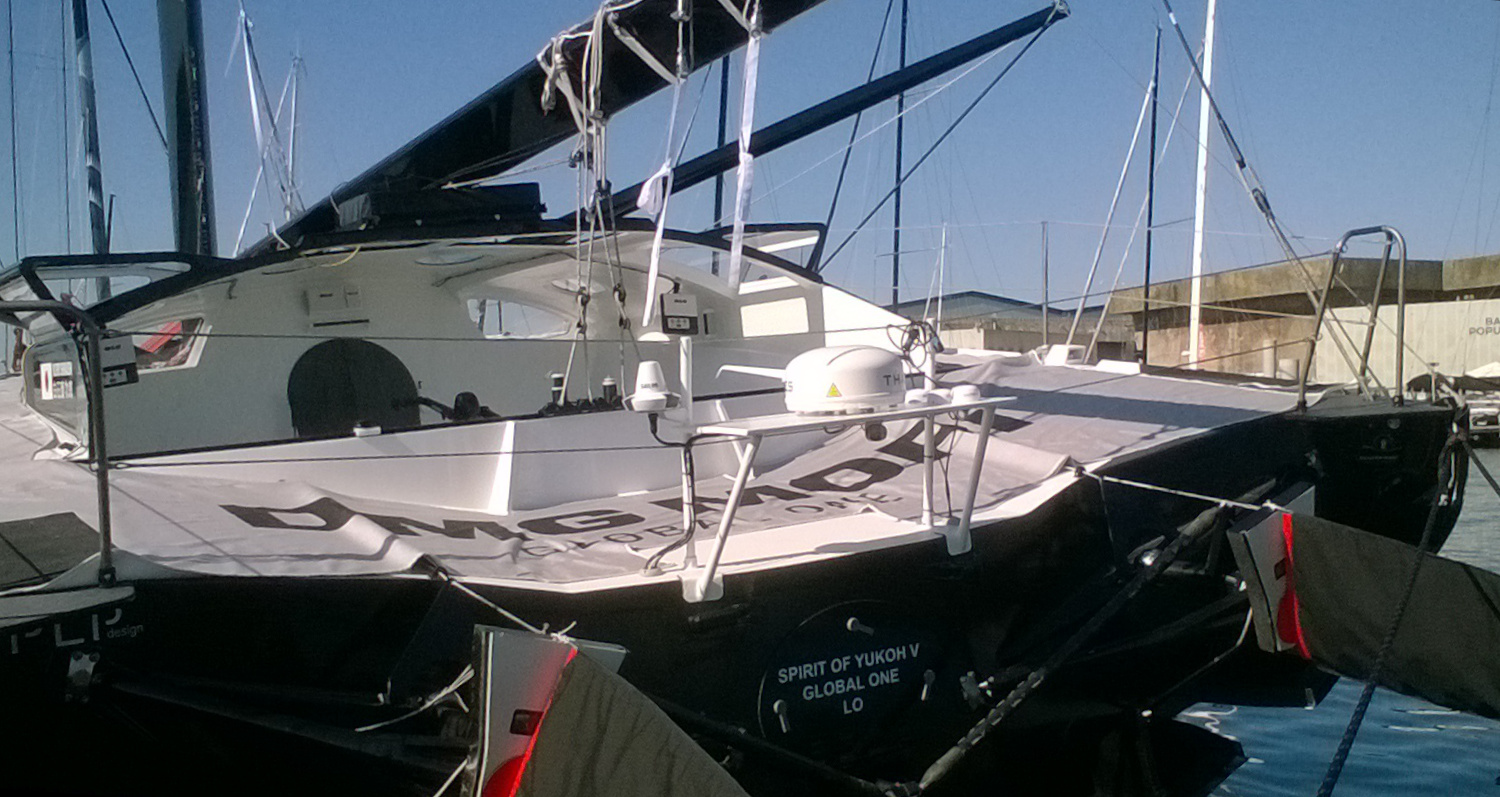
Tableau arrière où figure le « nom officiel » de DMG Mori Global One : Spirit of Yukoh V.

DMG Mori va être « un bateau simple et fiable », mais un foiler, un bateau puissant, comme Charal. Aussi, en février et mars 2019, Shiraishi s'entraîne-t-il à naviguer à grande vitesse, à Cascais, sous la conduite de Roland Jourdain, sur le premier Imoca qu'on avait doté de foils, l'ex-Safran II de Morgan Lagravière.

Le nouveau bateau de Shiraishi a pour nom de course la devise de son sponsor, DMG Mori Global One, et l'on peut lire sur le tableau arrière « son nom officiel » : Spirit of Yukoh V. Mis à l'eau à Vannes le 2 septembre 2019, il rejoint le jour même Lorient, son port d'attache.
Mais le calendrier de préparation accuse des retards de plus en plus inquiétants. En septembre, le bateau n'est pas prêt pour le Défi Azimut. En octobre et novembre, il ne court pas la Transat Jacques-Vabre, qualificative pour le Vendée Globe. La raison de cette préparation tronquée, Shiraishi ne la révélera que le 11 février 2021, à l'arrivée de son tour du monde : « Je ne l'avais pas encore annoncé mais un an avant mon Vendée Globe, j’ai subi une grosse opération de chirurgie cardiaque. »
L'année 2020 est marquée par le début de la pandémie de covid-19. Deux autres courses qualificatives, The Transat et la New York-Les Sables, sont annulées. Pour permettre à certains coureurs de se qualifier pour le Vendée Globe, une nouvelle course est organisée en juillet, la Vendée-Arctique-Les Sables-d'Olonne. Cette fois, Shiraishi est bien au départ. Aux prises avec de nombreux problèmes techniques dans les six premiers jours, il termine 10e.
Son Vendée Globe 2020-2021 est marqué, le septième jour, par une avarie majeure. Il est en 20e position. Alors qu'il contourne la tempête Theta, une panne de pilote automatique provoque trois empannages incontrôlés. La grand-voile est déchirée au-dessus de la deuxième latte. Quatre lattes sont endommagées. Devinant Shiraishi quelque peu guetté par le découragement, Masahiko Mori, président de DMG Mori, lui dit : « Essaie juste de finir. » Son équipe prodigue à Shiraishi conseils et encouragements. Il coupe la partie haute de sa voile pour la raccorder à la partie basse, et coupe le premier ris. Il ne peut donc plus avoir de grand-voile haute. La réparation prend six jours. Shiraishi se remet en course. Il est maintenant 31e et avant-dernier. Il a perdu en performance, mais la réparation tient. « C’était un petit exploit d’avoir réussi à réparer cette voile », savoure-t-il.
Il remonte peu à peu l'arrière de la flottille. Au cap de Bonne-Espérance, il est 23e. Au cap Horn, il est 20e. Le 11 février 2021, il devient le premier Asiatique à terminer un Vendée Globe. Il se classe 16e, sur 33 participants. Son temps est de 94 jours, 21 heures, 32 minutes et 56 secondes. Il a parcouru sur l'eau 29 067,67 milles, à 12,76 milles de moyenne.

### Faire découvrir la voile au Japon
Le 31 mars 2021, Shiraishi annonce officiellement qu'il participera aux courses du circuit Imoca à partir de 2022, jusqu'au Vendée Globe 2024-2025. Il garde son DMG Mori Global One, qui va être optimisé. Masahiko Mori lui demande de terminer cette fois dans les huit premiers.

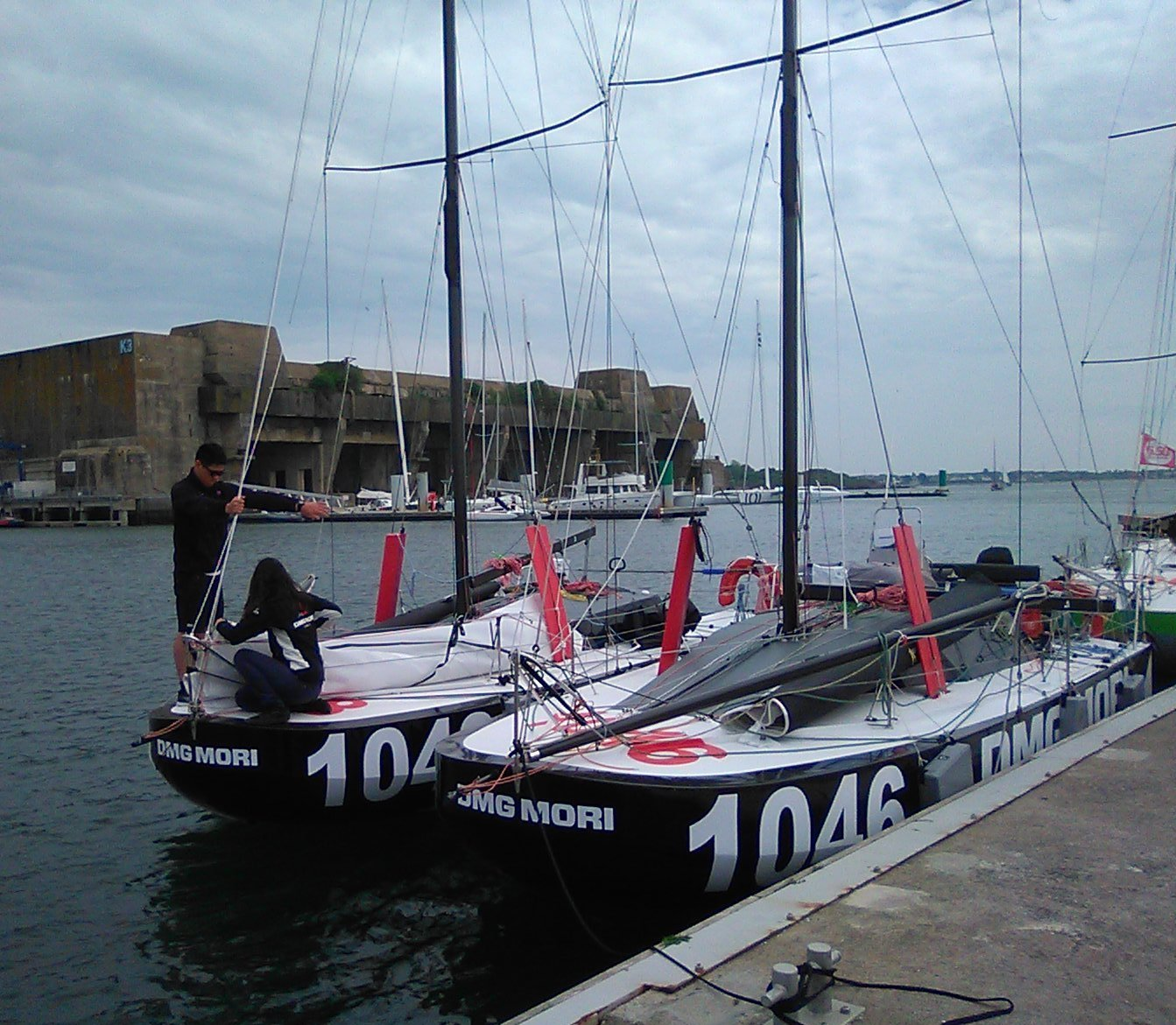
Les prototypes Mini 6.50 DMG Mori Sailing Academy 2 et DMG Mori Sailing Academy 1 à Lorient, en avril 2022.

« Il y a eu un gros engouement autour de mon projet après le Vendée Globe, dit Shiraishi, notamment grâce à la diffusion hebdomadaire d’une émission consacrée au Vendée Globe sur TV Asahi, chaîne nationale japonaise. » Cependant, remarque Olivier Bourbon, « il reste encore beaucoup de travail pour que la course au large gagne en renommée et en attractivité dans le pays. » Tout comme son maître Yukoh Tada, « Kojiro veut entrer dans une logique de transmission ». Avec son sponsor, il lance « un programme ambitieux visant à accroître de manière significative l'intérêt et la participation à la course au large au Japon ». En mai 2021, son bateau est donc transporté dans son pays, où il effectue une tournée des ports permettant aux Japonais, et notamment aux jeunes, de découvrir la culture de la voile. Et, à Lorient, le DMG Mori Sailing Team se partage désormais entre la préparation du bateau de Shiraishi et un programme Mini 6.50, en vue d'une participation à la Mini Transat 2023. Soutenue par le Team, une DMG Mori Sailing Academy sélectionne quatre jeunes marins, et fait construire pour eux deux prototypes Mini de type scow (c'est-à-dire à étrave arrondie), sur plan David Raison. Au Japon, elle se dote d'un Mini de série, un Ofcet 6.50. Pour l'Académie, il s'agit de former non seulement des coureurs au large, mais aussi des ingénieurs, des préparateurs et des techniciens. En outre, des bateaux destinés aux Jeux olympiques et paralympiques sont construits.

### Vendée Globe 2024-2025

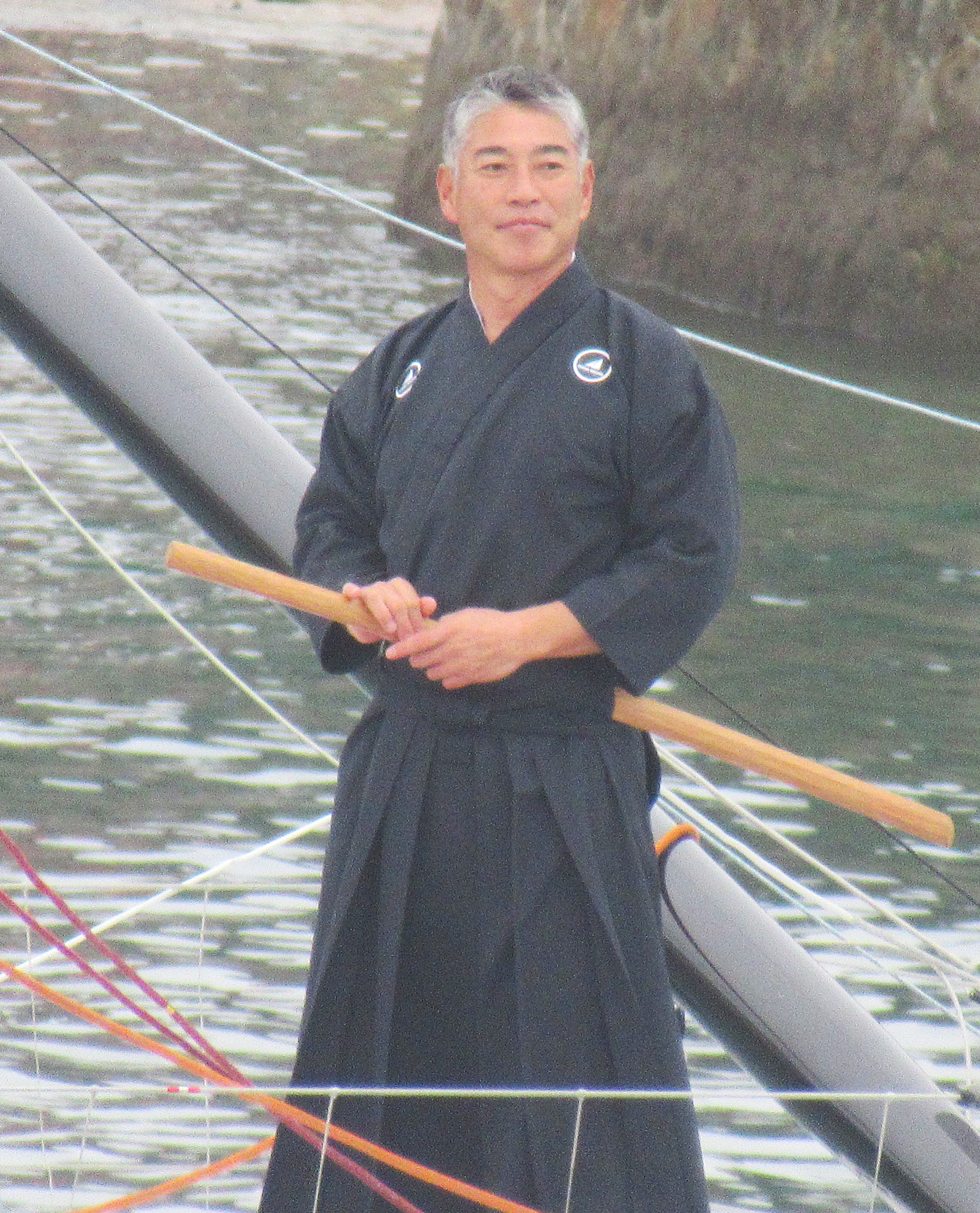
Au départ du Vendée Globe 2024-2025.

En février 2022, après sa tournée Japonaise, l'Imoca DMG Mori Global One est de retour en France. En mai, Shiraishi termine 14e de la Bermudes 1000 Race. En juin, il termine 20e de la Vendée-Arctique-Les Sables-d'Olonne. Il participe à pas moins de 10 courses du circuit IMOCA pour se qualifier au Vendée Globe 2024-2025

## Palmarès
- 1994. Devient à 26 ans le plus jeune marin à boucler un tour du monde en solitaire et sans escale (en 176 jours)[9], à la barre de Spirit of Yukoh.
- 1998. Record de traversée du Pacifique nord en 14 jours 17 heures et 22 minutes, à bord d'Explorer, skippé par Bruno Peyron[4].
- 2002-2003. 2e en classe 3 (Open 40) de l'Around Alone, tour du monde en monocoque, en solitaire, avec escales[6],[10], à la barre de Spirit of Yukoh II.
- 2006-2007. 2e en classe 1 (Open 60) de la Velux 5 Oceans, tour du monde en monocoque, en solitaire, avec escales[6],[10], à la barre de Spirit of Yukoh III.
- 2008. Record de traversée du Pacifique nord en 11 jours 12 minutes et 55 secondes, à bord du catamaran Gitana 13, skippé par Lionel Lemonchois[11].
- 2016. 7e sur 14 participants dans la Transat New York-Vendée, à la barre de l'Imoca Spirit of Yukoh IV[14].
- 2020. 10e sur 20 participants dans la Vendée-Arctique-Les Sables-d'Olonne, à la barre de l'Imoca DMG Mori Global One[25] (Spirit of Yukoh V).
- 2020-2021. 16e sur 33 participants dans le Vendée Globe, à la barre de DMG Mori Global One, en  94 jours, 21 heures, 32 minutes et 56 secondes[29].
- 2022 :
  - 14e sur 24 dans la Bermudes 1000 Race, à la barre de DMG Mori Global One[35].
  - 20e sur 25 dans la Vendée-Arctique-Les Sables-d'Olonne, à la barre de DMG Mori Global One[36].
  - Abandon suite a une collision au depart avec Olive Heer sur la route du rhum 2022
- 2023 :
  - 18ᵉ sur 25 dans la fastnet race 2023 à la barre de DMG Mori Global One.
  - 25ᵉ sur 33 dans le Défi Azimut 2023 avec Benoit Mariette à la barre de DMG Mori Global One.
  - 22ᵉ sur 40 dans la Transat Jacques-Vabre 2023 avec Thierry Duprey du Vorsent à la barre de DMG Mori Global One.
  - 18ᵉ sur 32 dans la Retour à la Base 2023 à la barre de DMG Mori Global One.
- 2024 :
  - 16ᵉ sur 33 dans la The Transat 2024 à la barre de DMG Mori Global One.
  - 15ᵉ sur 28 dans la New York Vendée - Les Sables d'Olonne 2024 à la barre de DMG Mori Global One.
- 2025 :
  - 24e du Vendée Globe 2024-2025, à la barre de DMG Mori Global One, en 90 j 21 h 34 min 41 s[37].